# Trimagnesiumphosphat
Trimagnesiumphosphat ist eine anorganische chemische Verbindung des Magnesiums aus der Gruppe der Phosphate.

## Vorkommen
Trimagnesiumphosphat kommt in der Natur in Form der Minerale Chopinit und Farringtonit (Mg3(PO4)2) sowie als Octahydrat Bobierrit (Mg3(PO4)2·8H2O) und als Vigintiduohydrat Cattiit (Mg3(PO4)2·22H2O) vor.

## Gewinnung und Darstellung
Trimagnesiumphosphat kann durch Reaktion von Magnesiumchlorid oder Magnesiumsulfat mit Natriumphosphat gewonnen werden.
Das Oktahydrat kann gemischten Lösungen von Dinatriumhydrogenphosphat und Magnesiumsulfat bei einem anfänglichen pH-Wert von 6,4–7,0 synthetisiert werden kann.

## Eigenschaften
Trimagnesiumphosphat ist ein weißer geruchloser Feststoff, der praktisch unlöslich in Wasser ist. Er besitzt als Anhydrat eine monokline Kristallstruktur mit der Raumgruppe P21/m (Raumgruppen-Nr. 11) (a=7,605, b=8,233, c=5,080 Å). Die Verbindung kommt auch als 8- und 22-Hydrat vor.
Röntgenuntersuchungen zeigen im Oktahydrat die Koexistenz von zwei Gitterarten im Kristall. Eine Phase ist monoklin mit der Raumgruppe P21/m oder P21, die andere Phase ist monoklin mit der Raumgruppe C2/m, C2 oder Cm.

## Verwendung
Trimagnesiumphosphat wird als Düngemittel und wird in der Medizin bei Magenübersäuerung verwendet.